# Gaoligong-Gleithörnchen
Das Gaoligong-Gleithörnchen (Biswamoyopterus gaoligongensis) ist eine Art der Gleithörnchen und die dritte bekannte Art der Gattung Biswamoyopterus. Es ist nur von zwei Exemplaren bekannt, die 2017 und 2018 im Gaoligong Shan in China gefangen und 2019 wissenschaftlich beschrieben wurden.

## Merkmale
Das Gaoligong-Gleithörnchen ist ein relativ großes Gleithörnchen und erreicht eine Kopf-Rumpf-Länge von 44,0 cm, bei einer Schwanzlänge von 52 cm und einem Gewicht von etwa 1,4 kg. Wie alle Gleithörnchen besitzen die Tiere eine gut ausgebildete Gleitmembran (Patagium) zwischen den Beinen und dem Schwanz. Die Schwanzgleithaut (Uropatagium) nimmt etwa ein Drittel des Schwanzes ein. Die Rückenfärbung und die Oberseite der Gleithaut sind überwiegend rotbraun, während der Rücken zwischen Schulter und die Schwanzgleithaut weiß gesprenkelt ist. Diese Sprenkelung fehlt am Kopf, der Schulter, der Armgleithaut (Plagiopatagium) und der Außenkante der Schwanzgleithaut sowie an den Gliedmaßen und dem Schwanz. Die Schulter und der Kopf sind ebenfalls rötlichbraun, die Kopfoberseite ist gelblich grau. Die Ohren sind unbehaart und besitzen zwei Bündel langer Haare als Ohrbüschel an der Basis. Dabei sind die vorderen Büschel schwarz und die hinteren an der Basis weiß und an der Spitze schwarz. Die Oberseite der Hände sind rotbraun und die Finger sind schwarz während die Füße und Zehen vollständig schwarz sind. Der Schwanz ist im Querschnitt zylindrisch, der Teil hinter dem Ansatz Uropatagium ist schwarz. Der Teil innerhalb des Uropatagiums hat die gleiche Farbe wie das Uropatagium. Die Kehle, der Bauch und die Unterseite Bauchoberfläche des Patagiums sind gelblichweiß, der Hodensack ist jedoch dunkelbraun und kontrastiert entsprechend zum Bauchfell.
Der Schädel ist groß mit einer kurzen Schnauze und weit ausladenden Jochbögen. Die Paukenblasen sind relativ groß ausgebildet. Von den beiden bereits bekannten Arten der Gattung, dem Laos-Gleithörnchen und dem Namdapha-Gleithörnchen, unterscheidet sich das Gaoligong-Gleithörnchen vor allem durch die Färbung und einiger Schädelmerkmale.

## Verbreitung

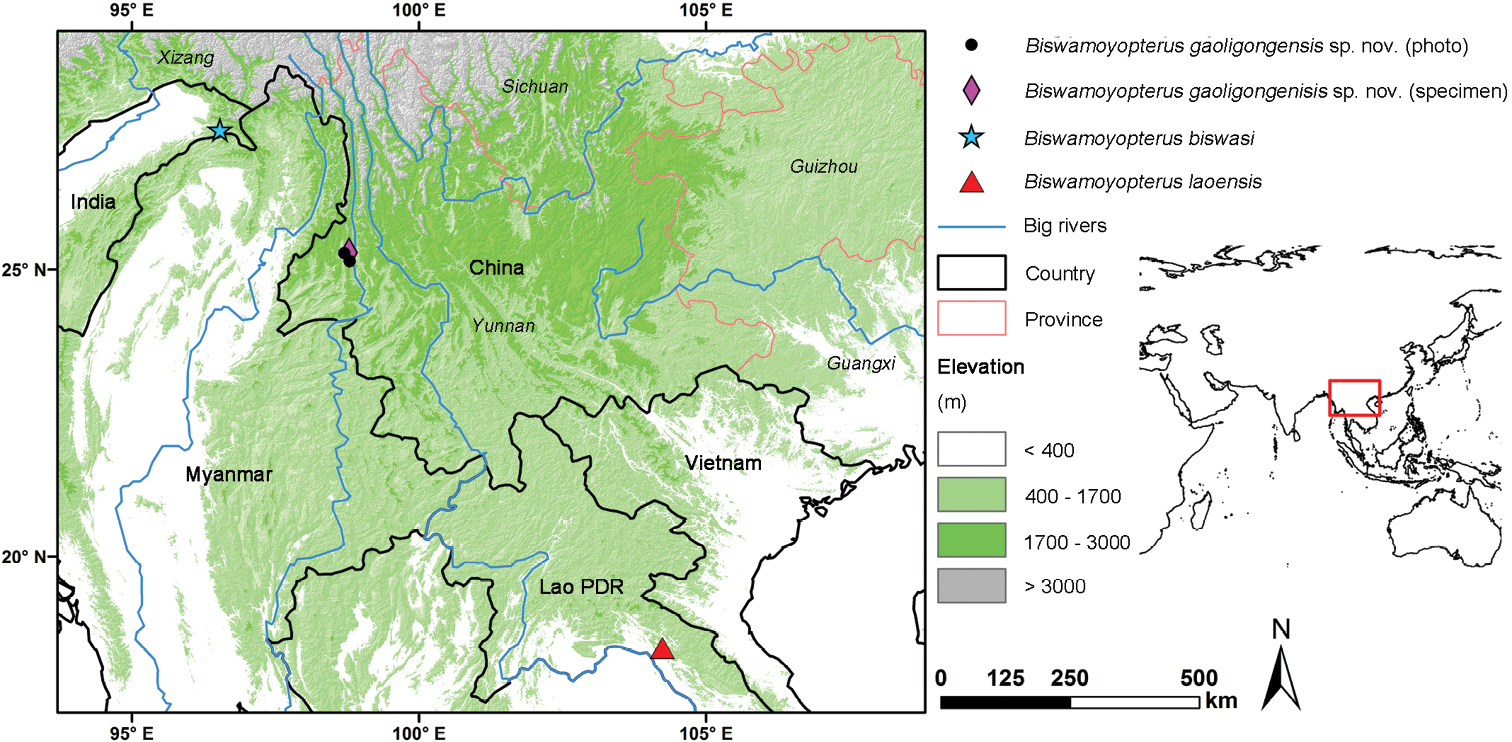
Fundorte der drei bekannten Biswamoyopterus-Arten; der Fundort des Laos-Gleithörnchens ist mit einem roten Dreieck markiert.

Die beiden für die Erstbeschreibung der Art genutzten Tiere wurden im Gaoligong Shan in Yunnan, China, gefangen. Dabei stammen sowohl der Holotyp wie auch der Paratyp aus dem Stadtbezirk Longyang der Stadt Baoshan im Grenzgebiet zu Myanmar. Daneben wurde die Art fotografisch aus Linjiapu und Banchang dokumentiert, die sich jeweils einige Kilometer vom Fundort der Typen befinden.

## Lebensweise
Über die Lebensweise der Art liegen nur sehr wenige Informationen vor. Der Lebensraum der Tiere liegt im immergrünen Laubwald auf einer Höhe von etwa 2.000 Metern. Anhand von Fotos wurde dokumentiert, dass ein Tier im Geäst von Daphniphyllum ausruhte. Neben Biswamoyopterus gaoligongensis leben in der Region verschiedene mit dem Yunnan-Riesengleithörnchen (Petaurista yunanensis), dem Gefleckten Riesengleithörnchen (Petaurista elegans) und dem Schwarzweiß-Gleithörnchen (Hylopetes alboniger) weitere Arten der Gleithörnchen.

## Systematik
Das Gaoligong-Gleithörnchen gehört zur Tribus der Gleithörnchen (Pteromyini) in der Familie der Hörnchen (Sciuridae) und wird hier der Gattung Biswamoyopterus zugeordnet. Es wurde 2019 von einer Arbeitsgruppe um den chinesischen Zoologen Quan Li aus Gaoligong Shan in Yunnan, China, beschrieben. Dabei handelte es sich nach dem 1981 aus dem nordostindischen Bundesstaat Arunachal Pradesh beschriebenen Namdapha-Gleithörnchen (Biswamoyopterus biswasi) sowie dem 2013 aus Laos beschriebenen Laos-Gleithörnchen (Biswamoyopterus laoensis) um die dritte Art der Gattung.
Innerhalb der Art werden keine Unterarten unterschieden.

## Bestand, Gefährdung und Schutz
Bei der IUCN wurde das Gaoligong-Gleithörnchen zum Zeitpunkt der Entstehung dieses Artikels (August 2019) noch nicht aufgenommen. Die begrenzten verfügbaren Informationen über die Art deuten darauf hin, dass sie nur selten vorkommt. Die Wälder, in denen die Art lebt, liegen in niedriger Höhe und nahe an menschlichen Siedlungen, wodurch sie
wahrscheinlich anfällig für menschliche Aktivitäten sind. Die derzeit bekannten Bedrohungen sind die Umwandlung der Lebensräume in landwirtschaftliche Flächen sowie potenzielle Wilderei.

## Belege
1. 1 2 3 4 5 6 7 8  
Quan Li, Xue-You Li, Stephen M. Jackson, Fei Li, Ming Jiang, Wei Zhao, Wen-Yu Song, Xue-Long Jiang: Discovery and description of a mysterious Asian flying squirrel (Rodentia, Sciuridae, Biswamoyopterus) from Mount Gaoligong, southwest China. In: ZooKeys. Band 864, 2019, S. 147–160. doi:10.3897/zookeys.864.33678.
2. 1 2  
Daosavanh Sanamxay, Douangboubpha, Bumrungsri, Xayavong, Xayaphet, Satasook, Bates: Rediscovery of Biswamoyopterus (Mammalia: Rodentia: Sciuridae: Pteromyini) in Asia, with the description of a new species from Lao PDR. In: Zootaxa. (Magnolia Press) Band 3686, Nr. 4, S. 471–481. ISSN 1175-5334.
3. ↑  
Subhendu Sekhar Saha: A new Genus and a new species of flying squirrel (Mammalia: Rodentia: Sciuridae) from northeastern India. In: Bulletin of the Zoological Survey of India. Band 4, Nr. 3, 1981, S. 331–336. (PDF)